# Antella
Antella – gmina w Hiszpanii, w prowincji Walencja, we wspólnocie autonomicznej Walencja, o powierzchni 17,57 km². W 2011 roku liczyła 1409 mieszkańców.